# Francesca Calvelli
Francesca Calvelli (Roma, 1962) è una montatrice italiana.
Per il suo lavoro ha vinto tre David di Donatello, quattro Ciak d'oro e sei Nastri d'argento. Dal 1994 è collaboratrice abituale del marito, il regista Marco Bellocchio, col quale ha avuto una figlia. Monta inoltre diversi film di Danis Tanović, Francesca Comencini e Saverio Costanzo.

## Biografia
Frequenta il Centro sperimentale di cinematografia a Roma, seguendo gli insegnamenti di Roberto Perpignani, con cui collaborerà come assistente in Figlio mio infinitamente caro nel 1985 e La donna della luna nel 1988. Conclusi gli studi si dedica al montaggio di documentari lavorando con Demetrio Salvi, per passare successivamente ai lungometraggi.

## Filmografia

### Cinema
- Il sogno della farfalla, regia di Marco Bellocchio (1994)
- Il principe di Homburg, regia di Marco Bellocchio (1997)
- Del perduto amore, regia di Michele Placido (1998)
- La balia, regia di Marco Bellocchio (1999)
- No Man's Land, regia di Danis Tanović (2001)
- Le parole di mio padre, regia di Francesca Comencini (2001)
- Jurij, regia di Stefano Gabrini (2001)
- L'ora di religione, regia di Marco Bellocchio (2002)
- Fango (Çamur), regia di Dervis Zaim (2003)
- Buongiorno, notte, regia di Marco Bellocchio (2003)
- Private, regia di Saverio Costanzo (2004)
- L'enfer, regia di Danis Tanović (2005)
- Il regista di matrimoni, regia di Marco Bellocchio (2006)
- Sorelle, regia di Marco Bellocchio (2006)
- In memoria di me, regia di Saverio Costanzo (2007)
- Signorina Effe, regia di Wilma Labate (2008)
- Vincere, regia di Marco Bellocchio (2009)
- Triage, regia di Danis Tanović (2009)
- Sorelle Mai, regia di Marco Bellocchio (2010)
- La solitudine dei numeri primi, regia di Saverio Costanzo (2010)
- La bellezza del somaro, regia di Sergio Castellitto (2010)
- Quando la notte, regia di Cristina Comencini (2011)
- Romanzo di una strage, regia di Marco Tullio Giordana (2012)
- È stato il figlio, regia di Daniele Ciprì (2012)
- Bella addormentata, regia di Marco Bellocchio (2012)
- Hungry Hearts, regia di Saverio Costanzo (2014)
- Latin Lover, regia di Cristina Comencini (2015)
- Sangue del mio sangue, regia di Marco Bellocchio (2015)
- Fai bei sogni, regia di Marco Bellocchio (2016)
- Qualcosa di nuovo, regia di Cristina Comencini (2016)
- Non c'è più religione, regia di Luca Miniero (2016)
- Il traditore, regia di Marco Bellocchio (2019)
- Marx può aspettare, regia di Marco Bellocchio (2021)
- Yara, regia di Marco Tullio Giordana (2021)
- Esterno notte, regia di Marco Bellocchio (2022)
- Rapito, regia di Marco Bellocchio (2023)
- Finalmente l'alba, regia di Saverio Costanzo (2023)
- Volare, regia di Margherita Buy (2024)
- Il tempo che ci vuole, regia di Francesca Comencini (2024)

### Televisione
- In Treatment - serie TV, 35 episodi (2013)
- 1992 - serie TV, 10 episodi (2015)
- L'amica geniale - serie TV, 8 episodi (2018)

## Riconoscimenti
- David di Donatello
  - 1997 - Candidatura a miglior montaggio per Il principe di Homburg
  - 2004 - Candidatura a miglior montaggio per Buongiorno, notte
  - 2007 - Candidatura a miglior montaggio per Il regista di matrimoni
  - 2010 - Miglior montaggio per il film Vincere
  - 2011 - Candidatura a miglior montaggio per Sorelle Mai
  - 2012 - Candidatura a miglior montaggio per Romanzo di una strage
  - 2015 - Candidatura a miglior montaggio per Hungry Hearts
  - 2020 - Miglior montatore per Il traditore
  - 2023 - Miglior montatore per Esterno notte
  - 2024 - Candidatura al miglior montatore per Rapito
- Nastro d'argento
  - 2002 - Miglior montaggio per il film No Man's Land
  - 2004 - Candidatura a miglior montaggio per il film Buongiorno, notte
  - 2005 - Candidatura a miglior montaggio per il film Private
  - 2007 - Miglior montaggio per i film In memoria di me e Il regista di matrimoni
  - 2008 - Candidatura a miglior montaggio per il film Signorina Effe
  - 2009 - Miglior montaggio per il film Vincere
  - 2011 - Candidatura a miglior montaggio per il film Sorelle Mai e La solitudine dei numeri primi
  - 2012 - Candidatura a miglior montaggio per il film Romanzo di una strage
  - 2015 - Candidatura a miglior montaggio per il film Hungry Hearts e Latin Lover
  - 2017 - Miglior montaggio per il film Fai bei sogni
  - 2019 - Miglior montaggio per il film Il traditore
  - 2023 - Miglior montaggio per il film Rapito[6]
- Ciak d'oro
  - 1995 - Candidatura a miglior montaggio per il film Il sogno della farfalla
  - 1998 - Candidatura a miglior montaggio per il film Il principe di Homburg
  - 2002 - Miglior montaggio per il film L'ora di religione[7]
  - 2004 - Candidatura a miglior montaggio per il film Buongiorno, notte
  - 2005 - Candidatura a miglior montaggio per il film Private
  - 2007 - Candidatura a miglior montaggio per il film In memoria di me
  - 2010 - Miglior montaggio per il film Vincere[8]
  - 2012 - Candidatura a miglior montaggio per il film Romanzo di una strage
  - 2013 - Candidatura a miglior montaggio per il film Bella addormentata
  - 2015 - Candidatura a miglior montaggio per il film Hungry Hearts e Latin Lover
  - 2017 - Candidatura a miglior montaggio per il film Fai bei sogni
  - 2020 - Migliore montaggio per Il traditore[9]
  - 2021 - Migliore montaggio per Marx può aspettare
- European Independent Film Critics Awards
  - 2010 - Miglior montaggio per Vincere
- Bari International Film Festival
  - 2013 - Miglior montaggio per Bella addormentata
- Premio Flaiano sezione cinema
  - 2002 - Migliore montaggio per L'ora di religione